# Iod
La iod (anomenada també iud, yod, yud, jod o jodh) és la desena lletra de molts abjads (alfabets) semítics, incloent-hi iod 𐤉 en fenici, yōḏ ܝ en siríac, iod o iud י en hebreu, yā ﻱ en àrab i yämän የ en amhàric.
La iod està present en Unicode com a U+05D9 י hebrew letter yod.

En fonètica iod representa el so /j/. Es va emprar també com a mater lectionis per a transcriure la vocal /[i]/. En siríac a més de representar els sons /j/ i /i/, també en alguns casos representa el so /e/. 

## Origen
El nom d'aquesta lletra (yad, yod) vol dir «mà» (compareu amb hebreu יד, «yod»; àrab يد, «yad»; accadi «id»; siríac ܐܝܕܐ, «ʾīða»; amhàric እድ, «ʾəd»; maltès «id»). La lletra fenícia 𐤉 (iod) deriva d'un dels jeroglífics egipcis que representa braç.
La lletra fenícia iod 𐤉 va donar lloc a la iota (Ι) grega, les I i J llatines i les І, Ї i Ј ciríl·liques.
| egipci | protosinaític | fenici |
| ------ | ------------- | ------ |
| 𓂣      |               | 𐤉      |

## Alfabet àrab
En alfabet àrab aquesta lletra es diu ياء ['jaːʔ] (yā). És la vint-i-vuitena (última) lletra de l'alfabet àrab (desena amb un valor de 10 en l'ordre abjadí). És una lletra lunar. Prové, per via dels alfabets nabateu i arameu, de la lletra fenícia iod.
| fenici | arameu | siríac | nabateu | àrab |
| ------ | ------ | ------ | ------- | ---- |
| 𐤉      | 𐡉      | ܝ      |         | ﻱ    |

Representa el so consonàntic /j/.
| Aïllada | Final | Medial | Inicial |
| ي       | ـي    | ـيـ    | يـ      |

La yā es lliga a la següent lletra de la paraula. També ho fa amb la precedent, sempre que aquesta no sigui àlif, dāl, ḏāl, rā, zāy o wāw, que mai no es lliguen a la lletra posterior.

### Representació, transcripció i transliteració
A la Viquipèdia existeix una proposta de directriu, vegeu-la per a les diferents maneres de transcriure i transliterar yā.
Al SATTS, yā es transcriu com a Y. En l'alfabet de xat àrab, es fa servir tant Y com I.
A la representació Unicode, yā ocupa el punt U+064A amb el nom ARABIC LETTER YEH.
A la codificació ISO 8859-6, el punt ea.
Com a entitat HTML, es codifica com a &ي

## Alfabet hebreu
En hebreu s'escriu com a י, nom complet en hebreu és יוֹד i transcrit com a Iod, tot i que colloquialment aquesta lletra es diu יוּד (Iud).
| Variants | Variants   | Variants |
| Quadrada | Manuscrita | Raixí    |
| -------- | ---------- | -------- |
| י        | Manuscrita | Raixí    |

La lletra י o iod és la desena lletra de l'alfabet hebreu. També pren el valor numèric de deu. Prové, per via de l'alfabet arameu de la lletra fenícia iod.

### Pronunciació
El so principal de la iod és /j/, però aquesta lletra també es fa servir molt sovint per representar el so /i/.

### Altres usos
També cal destacar, que la lletra iod es fa servir com a sufix personal per dir la primera persona del singular. Exemple: av (pare) es converteix en aví (el meu pare).
"Iod" en hebreu significa iode.

### Simbolisme
La iod simbolitza creació i metafísic. Creació del món per venir i tot el descrit en el 'Olam haBa. Iod simbolitza humilitat, habilitat d'adquirir possessió del coneixement de la Torà, d'heretar Torà. Iod és una unitat fonamental. El sistema numèric de l'álefbet és decimal, iod denota poder i possessió, estats continus, èmfasi.
Aquest "punt primari" del llenguatge connecta l'espiritual amb el material en el món. La doble iod representa el nom de Déu. La iod igual que la vav és una unitat única en si mateixa. El Talmud esmenta que la lletra iod té un "punt" fonamental, però hi ha tres opinions sobre la localització d'aquest "punt" i, ja que sense aquest "punt" la lletra iod és invàlida. Es presta especial atenció a incloure "les tres opinions" en la construcció de la iod en l'Escriptura Sagrada.

## Alfabet siríac
| Madnḫaya | Serṭo | Esṭrangela | Unicode |
| -------- | ----- | ---------- | ------- |
|          |       |            | ܝ       |
| Yod      | Yud   | Yod        | yōḏ     |

En alfabet siríac, la desena lletra és ܝ (en siríac clàssic: ܝܘܕ - yōḏ). El valor numèric de la yōḏ és 10. Prové, per via de l'alfabet arameu de la lletra fenícia iod.

### Fonètica
| So principal | Mater lectionis |
| ------------ | --------------- |
| J            | I               |

El so principal d'aquesta lletra és /j/, però aquesta lletra també es fa servir molt sovint per representar el so /i/. Quan la yōḏ va després d'una rvaṣa, es llegeix només com a /e/, és a dir que la yōḏ no es llegeix.

## Alfabet amhàric
En alfabet amhàric aquesta lletra es diu የመን (yämän) o የማን (yäman). És la divuitena lletra de l'alfabet amhàric. Yämän prové, per via de l'alfabet sud-aràbic del jeroglífic egipci D36.
| O49 | Ṭah | Ṭäyt |
| --- | --- | ---- |
| 𓂣   | 𐩺   | የ    |

Representa el so /j/.

### Ús
L'alfabet amhàric és una abugida on cada símbol correspon a una combinació vocal + consonant, és a dir, hi ha un símbol bàsic al qual s'afegeixen símbols per marcar la vocal. Les modificacions de la lletra ጠ (ṭäyt) són les següents:
| yä [yə] | yu | yi | ya | ye | yə [yɨ], ∅ | yo |
| ------- | -- | -- | -- | -- | ---------- | -- |
| የ       | ዩ  | ዪ  | ያ  | ዬ  | ይ          | ዮ  |

## Jeroglífic egipci
Quan aquest jeroglífic és un fonograma es pronuncia com a [ỉ] o [y]. En canvi quan és un ideograma, representa fulla o canya (Gardiner M17).

## En altres alfabets
| Arameu     | Siríac  | Samarità | Ugarític | Fenici |
| ---------- | ------- | -------- | -------- | ------ |
| 𐡉          | ܝ       | ࠉ        | 𐎊        | 𐤉      |
| Sud-aràbic | Amhàric | Àrab     | Hebreu   |        |
| 𐩺          | የ       | ﻱ        | י        |        |